# 2-Hexenal
2-Hexenal ist eine chemische Verbindung aus der Gruppe der Aldehyde. Sie kommt in zwei isomeren Formen (trans- und cis-2-Hexenal) vor, wobei die trans-Form von größerer Bedeutung ist.

## Vorkommen

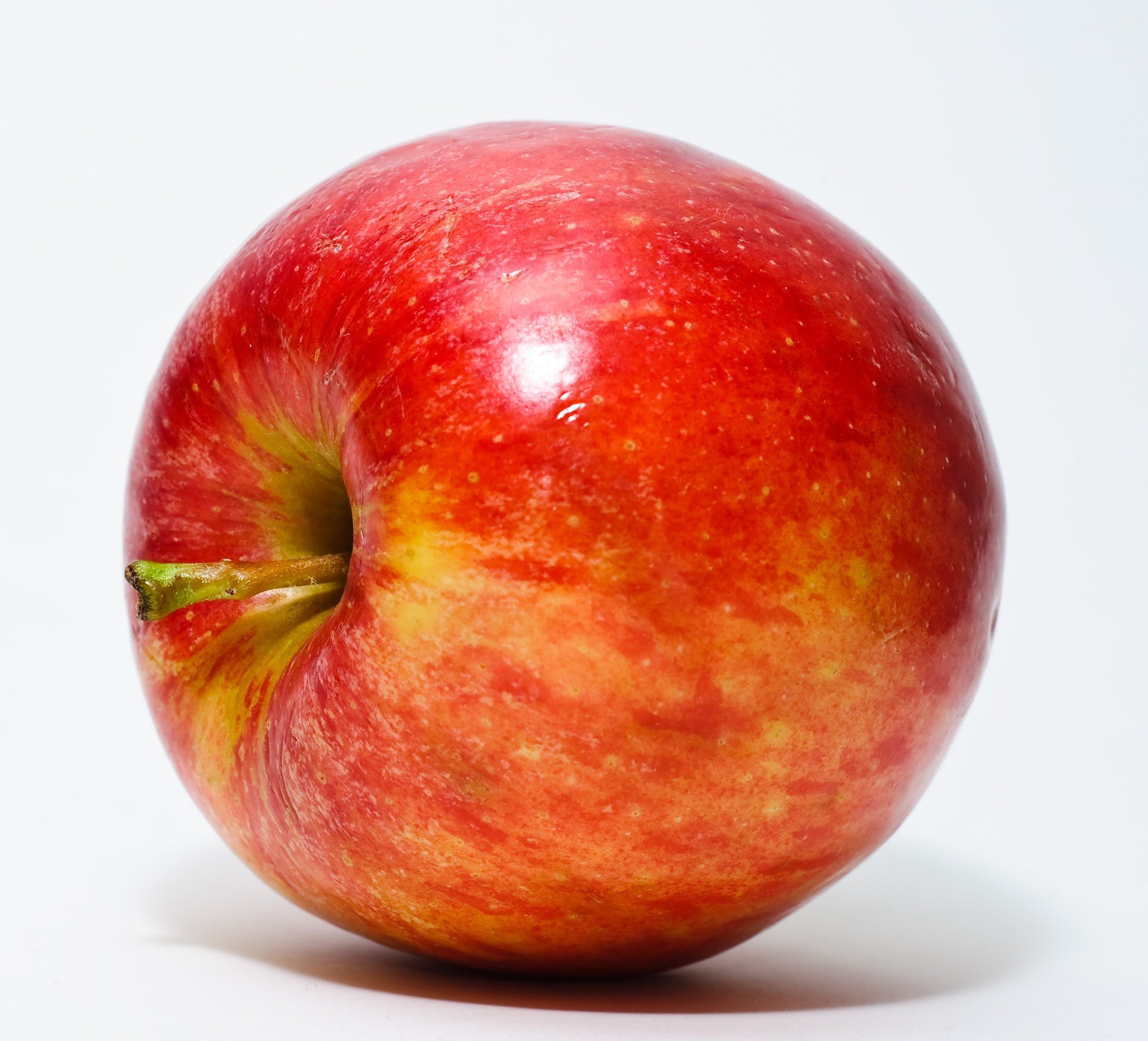
Äpfel enthalten natürlicherweise 2-Hexanal

trans-2-Hexenal [(E)-2-Hexenal, auch Blätteraldehyd genannt] gehört zu den Aldehyden, die zum Geschmack von Äpfeln beitragen und die häufig auch als Grünnoten (Geschmack nach grünen Äpfeln, wie Granny Smith) bezeichnet werden. Es entsteht erst beim Zerkleinern oder Kauen im Mund durch eine sehr schnelle enzymatische Umwandlung von Fettsäuren. Bei saurem pH-Wert (wie er in Früchten vorliegt) tritt eine Autooxidation auf und trans-2-Hexenal wandelt sich mit Wasser in 3-Hydroxyhexanal um. Es trägt auch zum Aroma von Kirschen bei und  kommt u. a. auch in Wald-Erdbeeren vor.
2-Hexanal wird in Ginkgo, Sojabohnen, Äpfeln, Dost (Origanum sipyleum) und Schwarzen Johannisbeeren gefunden. trans-2-Hexenal kommt zudem im Cocastrauch und Oregano vor.
Die Biosynthese in den Pflanzen geht von der dreifach ungesättigten Linolensäure aus.

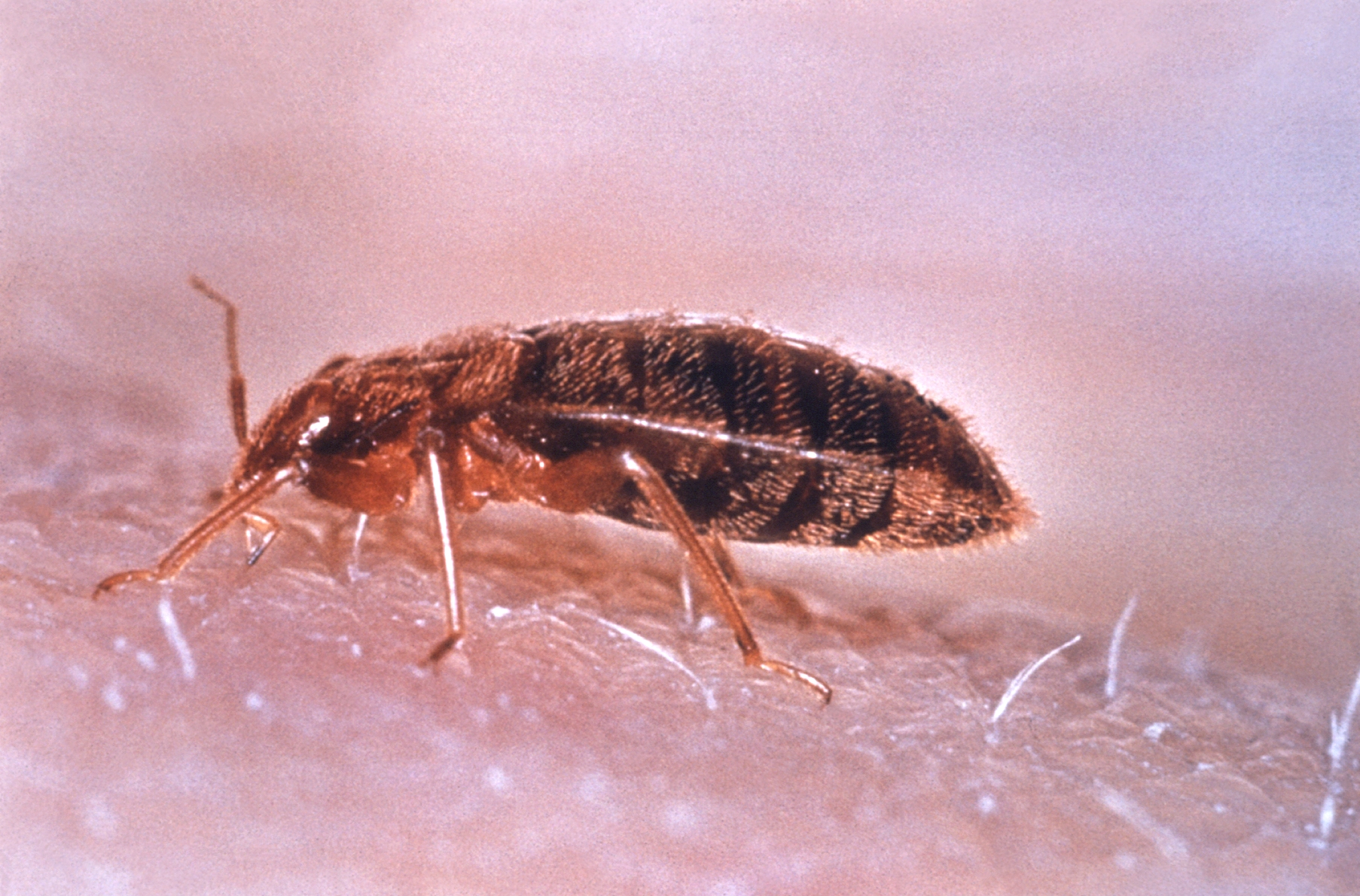
Bettwanzen (Cimex lectularius) sondern trans-2-Hexenal als Alarmstoff ab.

Es wirkt auch als Lockstoff für insektenfressende Raubwanzen, der bei der Verdauung von Tabakblättern in den Raupen von Tabakschwärmern entsteht. trans-2-Hexenal  wird von gereizten oder verletzten Bettwanzen als Alarmstoff abgesondert.

## Gewinnung und Darstellung
Das trans-Isomer kann durch die Umsetzung von Butanal mit Ethylvinylether in Gegenwart von Bortrifluorid und anschließender Hydrolyse des entstandenen Produkts mit verdünnter Schwefelsäure hergestellt werden.

## Eigenschaften
Es handelt sich bei trans-2-Hexenal um eine entzündliche, farblose, licht- und luftempfindliche Flüssigkeit, die unlöslich in Wasser ist. Es besitzt einen scharfen, pflanzlich-grünen Geruch mit einer leichten, wie Acrolein riechenden Schärfe. Bei Verdünnung riecht es jedoch angenehm grün und apfelähnlich.

## Verwendung
trans-2-Hexenal wird zur Herstellung anderer chemischer Verbindungen verwendet. In der Parfümerie wird es zur Erzeugung von grünen Noten verwendet, in Aromen als grüne Nuance in Fruchtaromen.

## Sicherheitshinweise
Die Dämpfe von trans-2-Hexenal können mit Luft ein explosionsfähiges Gemisch (Flammpunkt 35 °C) bilden.